# 奧農達加 (村莊)
奥农达加是美國歷史上的一个村庄，曾是易洛魁聯盟的首都，也曾是奧農達加人的主要定居点。
奧農達加的所在地並非一成不變。 1600年，奧農達加位于现在的美國紐約州卡泽诺维亚附近。1609年至1615年间，奧農達加位于现今的紐約州庞培。 此后奥农达加又搬遷至纽约州德尔菲瀑布附近。1640年，奧農達加又迁至现今纽约州的曼利厄斯。 
1720年，奧農達加迁至奥农达加溪附近。 美國獨立戰爭期間，由於许多奧農達加人支持英国，大陆军決定進攻奧農達加。1779年4月，由於得知大陸軍將要進攻奧農達加，許多住在奧農達加的奧農達加人纷纷逃离。大陆军最終將奧農達加以及奥农达加溪沿岸的约50個房屋摧毁。 